# 마이클 유리
마이클 유리(Michael Urie, 1980년 8월 8일 ~ )는 미국의 배우이다.

## 출연 작품
- 라벤더 (2018)
- 디버티드 에덴 (2018)
- 서치 굿 피플 (2014)
- 더 하이퍼글로트 (2013)
- 그녀의 섹시 라이프 (2013)
- 페투니아 (2012)
- 파트너즈 (2012)
- 디코이 브라이드 (2011)
- 비버리힐즈 치와와 (2008)
- 어글리 베티 (2006)
- WTC 뷰 (2005)
- 업타운걸 (2003)